# 章仔鈞
章仔鈞（868年—941年），字仲舉，號彰艮，建州浦城縣人，唐末至五代十國閩國官員。
先世居浚仪，至刘宋兵部尚书章巖在元嘉初年，定居晋安（隋朝改晋安为南安）。唐朝康州刺史章及由南安迁居浦城，章及生福州军事判官章修，章修生章仔钧。章仔钧深沉有大度，年过四十没有出仕为官。乾宁年间，王审知镇守福州，奉表修贡。章仔钧于是上谒王审知，上书战攻守三策。王审知看后大喜，待为上宾，对他说相见恨晚，奏授高州刺史、检校太傅、西北面行营都招讨制置使。选步骑卒五千，屯守浦城西岩山。南唐将领卢某假道过山下，忽然鼓噪攻垒，章仔钧坚守不战派遣两个小校去建安求援，南唐兵退，两个小校失期不至，将斩。其妻练寯劝阻他不要杀壮士。一说两个小校是边镐与王建封。章仔钧累加光禄大夫、持节、都督高州诸军事，去世后南唐朝廷追赠金紫光禄大夫、上柱国、武宁郡开国伯，谥忠宪。
弟章仔釧，子章仁坦、章仁昉、章仁燧、章仁嵩、章仁徹、章仁郁、章仁政、章仁愈、章仁鑑、章仁肇、章仁皦、章仁耀、章仁祐、章仁遜、章仁輔。